# Avós da Praça de Maio
A Associação Civil Avós da Praça de Maio (Abuelas de Plaza de Mayo) é uma organização de direitos humanos argentina que tem como finalidade localizar e restituir todas as crianças sequestradas ou desaparecidas pela ditadura militar argentina (1976–1983) às suas legítimas famílias, criar as condições para prevenir este crime contra a humanidade e obter o castigo correspondente para todos os responsáveis. É presidida por Estela de Carlotto e tem sua sede central em Buenos Aires. Até o dia 2 de abril de 2021, a associação tinha solucionado 130 casos de crianças desaparecidas durante a última ditadura militar argentina.
No dia 24 de março de 1976 foi instaurada na Argentina uma ditadura civil-militar autodenominada Processo de Reorganização Nacional (1976-1983). Enquanto terrorismo de Estado, o governo utilizou como tecnologia de repressão o sequestro e a detenção de seus opositores em centros clandestinos de detenção onde praticaram tortura, assassinato e desaparecimento de corpos.

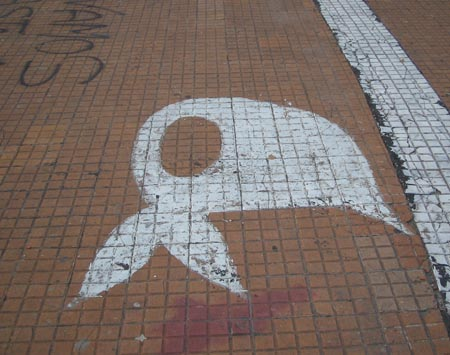
Lenço branco pintado no caminho das rondas da Praça de Maio, símbolo das Mães e Avós da Praça de Maio.

Nesse contexto, coordenou um sistema de prisão de mulheres grávidas, partos clandestinos, falsificação de identidades e simulação de adoções, com o qual fez desaparecer também os filhos e filhas da oposição. Estima-se que 500 crianças tenham sido apropriadas durante a ditadura, muitas delas sendo criadas pelos próprios algozes de seus pais.
Em 10 de dezembro de 2003, Estela de Carlotto recebeu o Prêmio de Direitos do Homem da ONU, e em 12 de maio de 2008 a Associação foi indicada ao Prêmio Nobel da Paz.
Em agosto de 2014, Estela de Carlotto anunciou à imprensa ter encontrado seu neto, filho de sua filha Laura. Laura Carlotto foi presa em 26 de novembro de 1977 a Buenos Aires enquanto estava grávida de dois meses e meio, antes de ser assassinada por seus captores.